# Kreshchenie ognyom
Крещение Огнём (en ruso Bautismo de fuego) es el noveno álbum de estudio de Aria. Fue el primer álbum sin el fundador Valery Kipelov.

## Canciones
Todas las letras fueron escritas por Margarita Pushkina salvo donde se indique lo contrario. 

| N.º | Título             | Música             | Título en español                       | Duración |  |
| 1.  | «Патриот»          | Vladimir Holstinin | Patriota                                | 4:19     |  |
| 2.  | «Крещение Огнём»   | Vitaly Dubinin     | Bautismo de fuego                       | 6:06     |  |
| 3.  | «Колизей»          | Holstinin          | Coliseo                                 | 6:29     |  |
| 4.  | «Палач»            | Holstinin          | Verdugo                                 | 8:38     |  |
| 5.  | «Твой Новый Мир»   | Dubinin            | Tu nuevo mundo                          | 4:04     |  |
| 6.  | «Там Высоко»       | Dubinin            | Allá en lo alto                         | 5:37     |  |
| 7.  | «Белый Флаг»       | Holstinin          | Bandera blanca                          | 4:40     |  |
| 8.  | «Битва»            | Dubinin            | Batalla                                 | 5:01     |  |
| 9.  | «Бал У Князя Тьмы» | Holstinin          | La fiesta del príncipe de las tinieblas | 5:58     |  |

## Temas
- Patriot trata de la lucha contra el terrorismo islámico
- Kreshchenie ogniom habla de la resistencia pagana contra la cristianización
- Kolizei está basado en Gladiator
- Palach cuenta la historia de un verdugo inmortal que mató a un hombre loco llamado el hijo de Dios y su lucha interna
- Bitva trata de una invasion alienígena
- Bal u kniazia tmy está basado en El maestro y Margarita

## Músicos
- Artur Berkut - Voz
- Vitaly Dubinin - Bajo, coro
- Vladimir Holstinin - Guitarra
- Sergey Popov - Guitarra
- Maxim Udalov - Batería